# Nuestra Señora de las Maravillas

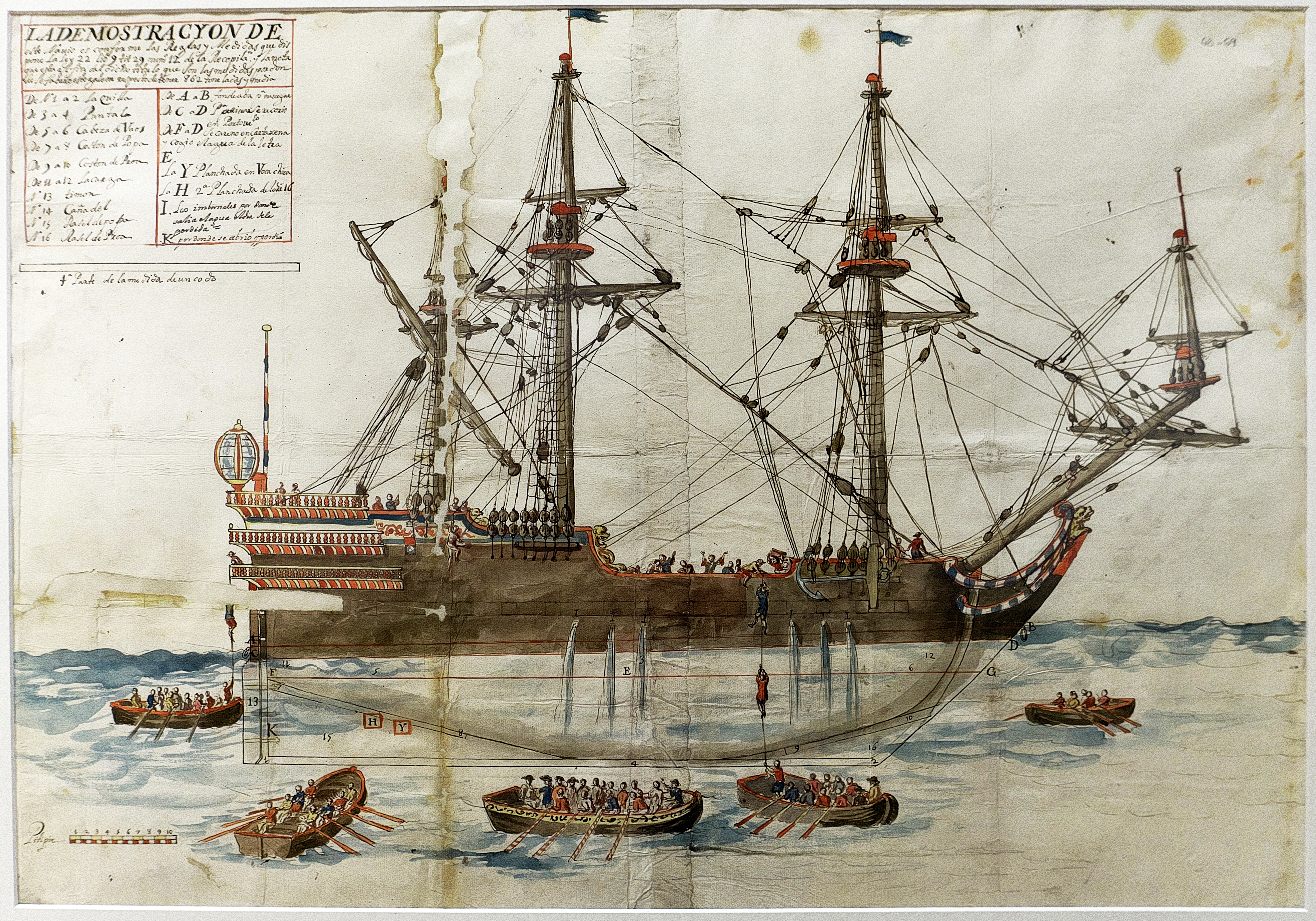
Disegno della Nuestra Señora de las Maravillas

Il galeone Nuestra Señora de las Maravillas fu nave ammiraglia della Flotta spagnola del tesoro, e andò persa per naufragio il 4 gennaio 1656, mentre trasportava un enorme tesoro.

## Storia
Il galeone Nuestra Señora de las Maravillas fu costruito nel 1647 nel cantiere navale di Basanoaga dal costruttore Martín de Urnieta, e come polena aveva un imponente leone d'oro a prua. Il 10 luglio 1654 salpò come nave ammiraglia della flotta de Tierra Firme comandata dal capitano generale Francisco Núñez de Guzmán, marchese di Montealegre. Il convoglio arrivò a Cartagena de Indias il 22 agosto e doveva unirsi all'Armada del Sur a Portobelo, Panama. Prima dell'inizio della stagione degli uragani, la flotta, che aveva perso una nave affondata per aver colpito una scogliera, dovette ritardare il suo ritorno in Spagna.
Il 1º luglio 1655 il marchese di Montealegre ricevette l'ordine di rientro, un viaggio che durò ancora qualche mese per la presenza di navi inglesi nella zona. Il Nuestra Señora de las Maravillas aveva prelevato un importante carico di argento proveniente da Lima e trasportava alcuni dei tesori recuperati del naufragio del galeone Jesús Maria de la Limpia Concepción de Nuestra Señora. Dopo aver lasciato l'Avana, costeggiando la costa settentrionale di Cuba il Nuestra Señora de las Maravillas entrò nel canale delle Bahamas. Alla mezzanotte del 4 gennaio 1656, con un mare calmo, la Flotta delle Indie si trovava a circa 70 chilometri a nord dell'arcipelago, in una zona di acque poco profonde. Il capitano del galeone Nuestra Señora de la Concepción cercò di evitare un banco di sabbia, e mentre virava, speronò la nave ammiraglia, il Nuestra Señora de las Maravillas.
In poco meno di mezz'ora, la nave, al comando dall'almirante Matías de Orellana, proveniente dall'Estremadura, impattò contro una scogliera ed affondò. Delle 650 persone che si erano imbarcate all'Avana solo 45 sopravvissero, il resto morì annegato o ucciso dagli squali. Al di là delle perdite umane, il naufragio fu una battuta d'arresto per le casse della monarchia ispanica. Nei due decenni successivi furono organizzate diverse spedizioni per cercare di recuperare il carico. Furono recuperati 36 cannoni di bronzo e circa 2,9 milioni di pesos, monete d'argento del valore di otto reales.  Due scialuppe di salvataggio che erano riuscite a recuperare parte del carico affondarono a sud di Gorda Cay (ora Castaway Cay). I sopravvissuti seppellirono i preziosi fino all'arrivo dei soccorsi.

## Ritrovamento
Il relitto venne trovato dal cercatore di tesori Robert Marx nel 1972 e in quella occasione furono recuperati numerosi beni preziosi, due cannoni con le insegne di re Filippo V di Spagna, le ancore, 5 tonnellate d'argento, e 50.000 monete d'argento.

### Fonti
1. 1 2 3 4 5 6 7 8 9 10 11 12 13  El Cultural.
2. 1 2  Wrecksite.
3. ↑  Saunders 2005, p. 204.